# Michele Casaretto
Michele Casaretto (Genova, 8 settembre 1820 – Genova, 1º marzo 1901) è stato un armatore e politico italiano.